# La Paix du foyer
 (juillet 2025).
Pour plus de détails, voir Fiche technique et Distribution.
La Paix du foyer est un film muet français réalisé par Léonce Perret, sorti en 1911.

## Fiche technique
- Titre : La Paix du foyer
- Réalisation : Léonce Perret
- Scénario :  Léonce Perret
- Photographie :
- Société de production : Société des Etablissements L. Gaumont
- Pays d'origine :  France
- Format : Noir et blanc — 35 mm — 1,33:1 — Muet
- Genre :
- Métrage : 161 mètres
- Durée : 5 minutes
- Dates de sortie :
  -  France : 4 février 1911

## Distribution
- Marfa Dhervilly : l'épouse
- Léonce Perret : l'époux
- Edmond Bréon :